# Martin Pohl (Autor)
Martin Pohl (* 28. März 1930 in Festenberg, Schlesien; † 23. September 2007 in Neubrandenburg) war ein deutscher Dichter und Schauspieler.

## Leben
Der Sohn eines Kaufmannes war Zögling der Herrnhuter Brüdergemeine, was ihn vor allzu großem Einfluss des Nationalsozialismus bewahrte. Im Jahr 1945 kam er nach Berlin. Eine kaufmännische Lehre brach er ab und wurde Redaktionsvolontär und Assistent im Verlag Neues Leben und im Aufbau-Verlag.
1951 begegnete er Bertolt Brecht, der in der Akademie der Künste der DDR eine Meisterklasse für Dramaturgen und Regisseure eröffnet hatte. Pohl wurde einer von Brechts Schülern und arbeitete eineinhalb Jahre am Berliner Ensemble, bis er 1953 Opfer einer Verleumdung wurde. Politischer Verbrechen gegen die DDR bezichtigt, wurde er zu vier Jahren Zuchthaus verurteilt. Auf Brechts Intervention kam er nach zwei  Jahren frei und ging 1955 nach Westberlin. Dort nahm er Schauspielunterricht und siedelte in die Schweiz über. Dort inszenierte er als Mitglied einer Wanderbühne eigene Theaterstücke, spielte Theater und  führte Regie bei der Aufführung von Stücken von August Strindberg und Jean-Paul Sartre.
1972 kehrte Pohl nach Westberlin zurück. Dort kam  es erstmals zu Veröffentlichungen von Gedichten. Martin Pohl machte sich einen Namen als Autor von Balladen, Sonetten und Ghaselen. In Berlin  nahm er  seine Theaterarbeit wieder auf. Er bearbeitete die Prosa des polnischen Autors Bruno Schulz („Die Zimtläden“) für die Bühne des „Teatr Kreatur“ des Malers und Regisseurs Andrej Woron  und wirkte in der  Aufführung als Schauspieler mit. 1999 zog  er nach Neubrandenburg in die familiäre Nähe seiner Tochter Wera Koseleck.
Pohl wurde auf dem Friedhof im mecklenburgischen Dorf Groß Nemerow beigesetzt.

## Veröffentlichungen
- Nah bei dir und mir. Gedichte. Edition Mariannenpresse, Berlin 1981. ISBN 3-922510-05-1.
- Memorial. Gedichte. Edition Mariannenpresse, Berlin 1986. ISBN 3-922510-34-5.
- Der Tod des Harlekin. Erzählung. Fehse, Berlin 1982.
- Ghaselen aus Twardogora. In: Jahresring. DVA, Stuttgart und in Sinn und Form. Berlin 1987.
- Gedichte 1950–1995. UVA, Berlin 1995.
- Nur ein Erinnern traumumflort. Federchen, Neubrandenburg 2002.
- In der Lederjacke Apolls, 29 Gedichte für Freunde. Privatdruck, 2002.
- Der Hausknecht, ein Roman, Hrsg. von Reijoh B. und Herbert Laschet, Bindestrich-Verlag, Greifswald 2023

## Film
- Ich bin mit meiner Angst allein – der Dichter Martin Pohl. Filmporträt von Stephan Suschke und Dieter Chill, 1992.

## Hörspiel (Feature)
- Ich bin mit meiner Angst allein. Der Brecht-Schüler Martin Pohl in den Zeiten des Kalten Krieges, Feature von Stephan Suschke.  Regie: Wolfgang Rindfleisch, Produktion: Deutschlandfunk, 2013.